# Campeonato Mundial de Esgrima de 1932
O Campeonato Mundial de Esgrima de 1932 foi a 10ª edição do torneio organizado pela Federação Internacional de Esgrima (FIE) de forma não oficial. O evento foi realizado em Copenhaga, Dinamarca. A partir dessa edição, em anos olímpicos, o campeonato contou com eventos que não fizeram parte dos jogos. 

## Resultados
Feminino
| Evento             | Ouro                                                                                              | Prata                                                                                                   | Bronze                                                                           |
| Florete por equipe | Dinamarca · Ulla Barding · Aase Holgersen · Inger Klingt · Gerda Munck · Grete Olsen · Mitzi With | Áustria · Grete Friedmann · Elisabeth Grasser · Ellen Preis · Frieda von Gregurich · Friedrieke Wenisch | Alemanha · Roething Lindinger · Tilly Merz · Erna Sondheim · Rotraud von Wachter |

## Quadro de medalhas
País sede
| Ordem | País      | Medalha de ouro | Medalha de prata | Medalha de bronze |   |
| ----- | --------- | --------------- | ---------------- | ----------------- | - |
| 1     | Dinamarca | 1               |                  |                   | 1 |
| 2     | Áustria   |                 | 1                |                   | 1 |
| 3     | Alemanha  |                 |                  | 1                 | 1 |
| TOTAL | TOTAL     | 1               | 1                | 1                 | 3 |